# Finale del campionato europeo maschile di calcio 2000
La finale del campionato europeo di calcio 2000 si tenne il 2 luglio 2000 allo Stadion Feijenoord di Rotterdam, Paesi Bassi, tra le nazionali di Francia e Italia. A vincere fu la nazionale francese, che si impose su quella italiana per 2-1 grazie ad un golden gol di David Trezeguet nei tempi supplementari. Per la Francia fu il secondo titolo nella storia del torneo.

## Le squadre
| Squadre | Finali disputate in precedenza (il grassetto indica la vittoria) |
| ------- | ---------------------------------------------------------------- |
| Francia | 1 (1984)                                                         |
| Italia  | 1 (1968)                                                         |

## Cammino verso la finale
La Francia, inserita nel gruppo D con i Paesi Bassi, la Rep. Ceca e la Danimarca, avanzò ai quarti di finale come seconda forza del girone alle spalle degli olandesi, avendo vinto due partite (3-0 contro la Danimarca e 2-1 contro la Repubblica Ceca) e perso una (2-3 in rimonta contro i Paesi Bassi padroni di casa). Nella fase ad eliminazione diretta i francesi ebbero la meglio prima sulla Spagna per 2-1 e poi sul Portogallo ancora per 2-1, ma dopo i tempi supplementari, grazie ad un golden gol su calcio di rigore di Zidane. Per i transalpini fu la seconda occasione di vincere il campionato europeo, dopo averlo fatto nel 1984 battendo la Spagna, peraltro giocando "in casa" in quanto nazione ospitante.
L'Italia, sorteggiata nel gruppo B con la Turchia, il Belgio e la Svezia, vinse il proprio girone a punteggio pieno totalizzando tre vittorie su tre (2-1 contro la Turchia e la Svezia e 2-0 contro il Belgio). Nei quarti di finale l'Italia eliminò la Romania battendola per 2-0, mentre in semifinale sconfisse i padroni di casa Paesi Bassi per 3-1 dopo i tiri di rigore, stante lo 0-0 maturato al termine dei tempi supplementari. Grande protagonista della partita fu il portiere Francesco Toldo, che, chiamato a sostituire l'infortunato Gianluigi Buffon per tutta la durata del torneo, parò tre rigori agli olandesi, di cui uno nei tempi regolamentari e gli altri due nella serie finale. Gli azzurri si qualificarono così alla finale per la seconda volta al campionato d'Europa, a trentadue anni di distanza dalla precedente finale disputata (e vinta) nel 1968, anch'essi in casa come la Francia. 

### Tabella riassuntiva del percorso
Note: In ogni risultato sottostante, il punteggio della finalista è menzionato per primo.
| Pos. | Squadra     | Pt | G | V | N | P | GF | GS | DR |
| ---- | ----------- | -- | - | - | - | - | -- | -- | -- |
| 1.   | Paesi Bassi | 9  | 3 | 3 | 0 | 0 | 7  | 2  | +5 |
| 2.   | Francia     | 6  | 3 | 2 | 0 | 1 | 7  | 4  | +3 |
| 3.   | Rep. Ceca   | 3  | 3 | 1 | 0 | 2 | 3  | 3  | 0  |
| 4.   | Danimarca   | 0  | 3 | 0 | 0 | 3 | 0  | 8  | -8 |

| Pos. | Squadra | Pt | G | V | N | P | GF | GS | DR |
| ---- | ------- | -- | - | - | - | - | -- | -- | -- |
| 1.   | Italia  | 9  | 3 | 3 | 0 | 0 | 6  | 2  | +4 |
| 2.   | Turchia | 4  | 3 | 1 | 1 | 1 | 3  | 2  | +1 |
| 3.   | Belgio  | 3  | 3 | 1 | 0 | 2 | 2  | 5  | -3 |
| 4.   | Svezia  | 1  | 3 | 0 | 1 | 2 | 2  | 4  | -2 |

## Descrizione della partita

Francesco Totti, nominato miglior giocatore della finale nonostante la sconfitta della nazionale italiana.

L'Italia passò in vantaggio al 55' con Delvecchio su cross di Pessotto. Quando ormai la partita sembrava conclusa, il subentrato Wiltord, al 94', superò Toldo con un tiro rasoterra che il portiere italiano non riuscì a respingere. Alessandro Del Piero aveva mancato il gol del raddoppio al 59', quando, liberato da Francesco Totti, aveva calciato a lato mentre era solo davanti a Fabien Barthez, nonché il possibile golden goal al 9' del primo tempo supplementare. Fu Trezeguet, su assist di Pirès, a realizzare il golden goal decisivo per la vittoria francese al 13' del primo tempo supplementare.

## Tabellino
| Arbitro: | Frisk |

|                                   |           |                |
| Wiltord 90+4’ Trezeguet 103’ (gg) | Marcatori | 55’ Delvecchio |

| Francia | Italia |

| Francia (4-2-3-1) |    |                    |     |     |
|                   |    |                    |     |     |
| P                 | 16 | Fabien Barthez     |     |     |
| D                 | 15 | Lilian Thuram      | 58’ |     |
| D                 | 8  | Marcel Desailly    |     |     |
| D                 | 5  | Laurent Blanc      |     |     |
| D                 | 3  | Bixente Lizarazu   |     | 86’ |
| C                 | 4  | Patrick Vieira     |     |     |
| C                 | 7  | Didier Deschamps   |     |     |
| C                 | 6  | Youri Djorkaeff    |     | 76’ |
| C                 | 10 | Zinédine Zidane    |     |     |
| C                 | 12 | Thierry Henry      |     |     |
| A                 | 21 | Christophe Dugarry |     | 58’ |
| Sostituzioni:     |    |                    |     |     |
| A                 | 13 | Sylvain Wiltord    |     | 58’ |
| A                 | 20 | David Trezeguet    |     | 76’ |
| C                 | 11 | Robert Pirès       |     | 86’ |
| CT:               |    |                    |     |     |
| Roger Lemerre     |    |                    |     |     |

| Italia (3-4-1-2) |    |                      |     |     |
|                  |    |                      |     |     |
| P                | 12 | Francesco Toldo      |     |     |
| D                | 11 | Gianluca Pessotto    |     |     |
| D                | 5  | Fabio Cannavaro      | 42’ |     |
| D                | 13 | Alessandro Nesta     |     |     |
| D                | 15 | Mark Iuliano         |     |     |
| D                | 3  | Paolo Maldini        |     |     |
| C                | 4  | Demetrio Albertini   |     |     |
| C                | 14 | Luigi Di Biagio      | 31’ | 66’ |
| C                | 18 | Stefano Fiore        |     | 53’ |
| A                | 20 | Francesco Totti      | 90’ |     |
| A                | 21 | Marco Delvecchio     |     | 86’ |
| Sostituzioni:    |    |                      |     |     |
| A                | 10 | Alessandro Del Piero |     | 53’ |
| C                | 16 | Massimo Ambrosini    |     | 66’ |
| A                | 19 | Vincenzo Montella    |     | 86’ |
| CT:              |    |                      |     |     |
| Dino Zoff        |    |                      |     |     |

| Uomo partita: Francesco Totti Assistenti arbitrali: Leif Lindberg (Svezia) Jens Larsen (Danimarca) Quarto uomo: José María García-Aranda (Spagna) |

## Statistiche
| Totale            | Francia | Italia |
| ----------------- | ------- | ------ |
| Goal segnati      | 2       | 1      |
| Tiri totali       | 19      | 10     |
| Tiri in porta     | 12      | 3      |
| Possesso palla    | 48%     | 52%    |
| Calci d'angolo    | 7       | 4      |
| Falli commessi    | 18      | 29     |
| Fuorigioco        | 6       | 7      |
| Cartellini gialli | 1       | 3      |
| Cartellini rossi  | 0       | 0      |